# كول بينيت
كول بينيت (بالإنجليزية: Cole Bennett)(من مواليد 14 مايو 1996) هو مدير أعمال أمريكي ومصور فيديو ومدير فيديو موسيقي. بدأت شركته للوسائط المتعددة، ليركال ليمونايد (بالإنجليزية: Lyrical Lemonade) ، في عام 2013 كمدون على الإنترنت عندما كان في المدرسة الثانوية. 

## النشأة
ولد بينيت في 14 مايو 1996 في بلانو، إلينوي. ذهب إلى مدرسة بلانو الثانوية ومدرسة أوكلي الداخلية العلاجية. لقد ترك الكلية للتركيز على حياته المهنية في مجال التصوير بالفيديو وموسيقى الهيب هوب، وهو شيء أراد القيام به منذ الطفولة.

## ليركال ليمونايد
أسس بينيت في الأصل ليركال ليمونايد كمدونة على الإنترنت عندما كان طالبًا في المدرسة الثانوية في بلانو، إلينوي. جاءت والدته باسم المدونة وأعطته أيضًا كاميرا فيديو. بدأ في توجيه مقاطع الفيديو الموسيقية لمغنيي الراب المحليين في شيكاغو، بما في ذلك فيك مينسا وتايلور بينيت، والتي قام بتحميلها على قناة ليركال ليمونايد، جنبًا إلى جنب مع ملخصات العروض الحية والشفرات والأفلام الوثائقية والمقابلات. 